# Linia kolejowa Bruntál – Malá Morávka
Linia kolejowa Bruntál – Malá Morávka – linia kolejowa w Czechach biegnąca przez kraj morawsko-śląski, od Bruntálu do Malej Morávki.